# Christian Fischer
Christian Fischer (Chicago, Illinois, 15 de abril de 1997), apodado Stinky, es un jugador profesional estadounidense de hockey sobre hielo que se desempeña en la posición de extremo derecho en Detroit Red Wings, equipo de la National Hockey League (NHL).

## Carrera
Fue seleccionado en la segunda ronda en la NHL Entry Draft de 2015. En 2016 hizo su debut profesional con el equipo Arizona Coyotes, en el cual jugó siete temporadas (2016-2023), después pasó a Detroit Red Wings, donde lleva jugando una temporada.